# Estats de Savoia

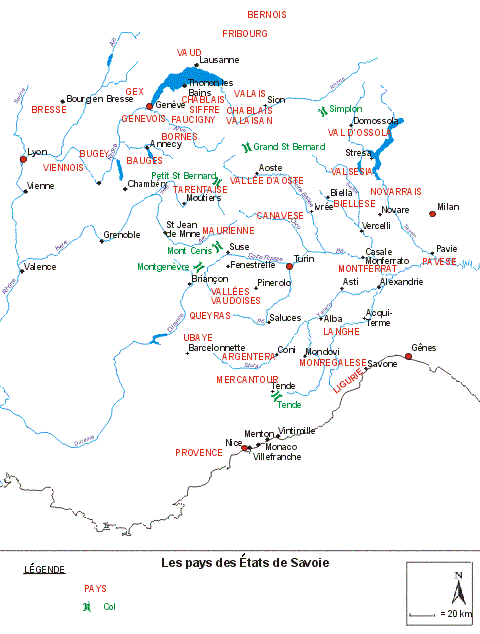
Font:Sabaudia.org, web dels arxius departamentals de l'Assemblea dels Països de Savoia

Estats de Savoia, Monarquia Savoiana o, de manera sintètica, però imprecisa, Savoia, són les designacions historiogràfiques amb què es coneix el conjunt de possessions de la dinastia dels Savoia pel que fa al període anterior a 1720; per al període 1720-1861 hom tendeix a designar aquest conjunt pluriestatal com a Piemont-Sardenya (o, a voltes, monarquia sarda o sardopiemontesa).
Els monarques savoians, successivament comtes i ducs de Savoia, foren, així mateix, prínceps del Piemont, ducs d'Aosta i comtes de Niça, i, d'ençà 1720, també reis de Sardenya.
Coetàniament els Estats de Savoia eren coneguts en el concert internacional com a Savoia fins al 1720, i d'ençà de llavors, arran la titulació reial, com a Sardenya (o, en fonts franceses, també Estats Sards).
Començats a bastir en l'edat mitjana, els Estats de Savoia tingueren com a centre neuràlgic, successivament, Savoia i el Piemont. Consistien en un conglomerat d'estats independents units per la persona del monarca (Estat compost) fins que el 1847 foren fusionats en un sol Estat unitari sota el nom oficial de Regne de Sardenya, el qual impulsaria el procés d'unificació italiana i acabaria transformant-se en Regne d'Itàlia el 1861, si bé pel camí hagué de cedir a França els territoris fundacionals, Savoia i Niça.
Savoia (en el sentit ampli del terme) era un dels estats més antics d'Europa amb existència continuada, i agent secundari, però actiu, del concert europeu.

## Història
Els Estats de Savoia es van formar gradualment, amb períodes d'expansió, però també de replegament, en general a favor de França. La primera capital dels Estats de Savoia va ser Montmélian, substituïda per Chambéry el 1295.
Durant el xiii, la casa de Savoia posseïa una dotzena de batllies: la Savoia Ducal, amb capital a Montmélian (des de 1295 Chambéry), el Novalaise amb Voiron, el Comtat de Viena, fins a 1355, amb Saint-Georges-d'Espéranche, la senyoria de Bresse amb Bourg-en-Bresse, la senyoria de Bugey (incloent Valromey) amb Rossillon, el Chablais amb el castell de Chillon, la Vall d'Aosta amb Châtel-Argent /Villeneuve, la Vall de Susa, amb Avigliana, i el país de Vaud amb Moudon. Després de 1355, els territoris de la Casa de Savoia s'engrandiren amb La Valbonne (capital Montluel) de Faucigny (amb Chatillon/Cluses)
Durant el regnat d'Amadeu VIII (1391-1439), el creixement dels estats savoians fou important. Gràcies al tractat de l'abadia de Sant Ponç de Niça (coneguda com la pèrdua de Niça a Savoia) de 1388, obtenint el Comtat de Niça i el seu port que li permet l'accés a la Mediterrània. El 1402, l'enclavament del Genevois (amb Ginebra i Annecy) cau sota la seva sobirania després de la mort de l'últim comte. Els seus exèrcits controlaren la vall d'Ossola (avui Província de Verbano-Cusio-Ossola), el 1411, el que permet el control del pas del Simplon (pèrdua de territori el 1417). El 1413 va obtenir definitivament el marquesat de Saluzzo. El 1416 Amadeu aconseguí de l'emperador Segimon el títol ducal i al mateix temps el privilegi de controlar el Piemont.
Els Estats de Savoia no evolucionaren fins al regnat infeliç de Carles III de Savoia (1504-1553): Ginebra, amb el suport dels protestants de Berna (1519, 1526, 1534), s'emancipa, pèrdua del Chablais (1536) ocupat pels catòlics de Valais mentre que els bernesos protestants van invadir el Valais i País de Gex. Al mateix temps, Francesc I de França, que havia declarat la guerra al ducat de Milà, ocupa Bourg-en-Bresse, Chambéry i la Savoia Ducal, les valls de Maurienne i Tarentaise, per a assegurar-se el seu passatge a Itàlia entre 1536-1559. Els Estats de Savoia deixaren d'existir. Aquesta primera annexió va provocar que quan li foren reintegrats els estats a Manuel Filibert de Savoia traslladés la capital de Chambéry a Torí el 1563.
Dels segles xvi al xviii els Estats de Savoia estan en el seu apogeu. Pel Tractat de Lió de 1601 fins a l'ocupació francesa, els Estats de Savoia perderen els terres de Bresse, Bugey i Gex a favor de França, però recuperaren el marquesat de Saluzzo. Malgrat una nova ocupació de França el 1690-1696, la Casa de Savoia seguí controlant el territori i els passos alpins que connecten França amb la península italiana. El Tractat de Torí de 1696 permeté el control del Pinerolo. El 1703 va incorporar el marquesat de Monferrat. El 1713 Víctor Amadeu II de Savoia va obtenir en el Tractat d'Utrecht les províncies d'Alesandria (la Lomellina, Valenza) i Valsesia, així com tres Escartons del Briançonés, "el rei Víctor va prendre totes les aigües davant el Piemont" (Valls de l'Alta Durença, el Guil, l'Alt Diore, el Cluzon i l'Alta Varaïta amb les fortaleses d'Exilles i Fenestrelle). No obstant això, aquest tractat és més que una oportunitat per ampliar territoris, ja que Víctor Amadeu rep el títol reial en aconseguir Sicília.
El tractat de Londres de 1718 permet d'intercanviar amb els Habsburg la corona de Sicília per la de Sardenya, cosa que donà dret als Savoia a titular-se reis de Sardenya. Coetàniament, i pel prestigi del títol reial, el conjunt d'Estats de Savoia passà a ésser conegut internacionalment ja no com a Savoia, sinó com a Regne de Sardenya o, simplement, Sardenya (o, en fonts franceses, Estats Sards). Per això la historiografia tendeix a designar els Estats de Savoia com a Piemont-Sardenya en el període que s'engega el 1720: si bé el títol reial el proporcionava Sardenya, el centre neuràlgic d'aqueixa monarquia composta continuava situat al Piemont, amb capitalitat a Torí. El Regne de Sardenya pròpiament dit era l'estat més perifèric i marginat de la monarquia sardopiemontesa.
Trenta anys més tard el Ducat de Savoia va ser ocupat temporalment per tropes espanyoles (1742-1748), a causa de vincles més estrets amb Àustria.
Les guerres de la revolució i napoleòniques alteraren profundament el mapa polític: tots els territoris continentals dels Savoia foren ocupats i annexats per França (Savoia el 1792, Niça el 1793, Piemont --amb Aosta-- el 1802), i la dinastia hagué de refugiar-se a Sardenya, on residí per primera vegada.
Enfonsat el règim napoleònic, el 1815 Piemont-Sardenya es recompongué, encara ampliada amb Ligúria (l'antiga República de Gènova), mentre Sardenya tornava a la marginalitat.
Els Estats de Savoia pròpiament dits deixaren d'existir el 1847, en ésser fusionats en un sol Estat unitari de tipus modern (fusió perfecta), sota el nom oficial de Regne de Sardenya (tot just quan el Regne de Sardenya multisecular deixava d'existir). El 1848 el nou Estat unificat rebé una constitució liberal ("Estatut Albertí").
Piemont-Sardenya protagonitzà el procés anomenat d'unificació italiana. Fracassà una primera temptativa en la guerra austroitaliana de 1848-1849. En la guerra austroitaliana de 1859, Piemont-Sardenya, mercès al suport de l'Imperi Francès (Napoleó III), prengué Llombardia als Habsburg. A canvi d'aqueix suport, pel tractat de Torí, signat el 24 de març de 1860 entre Napoleó III, emperador dels francesos, i Víctor Manuel II, duc de Savoia, rei de Sardenya, Xipre i Jerusalem, aquest cedí a França el comtat de Niça, que es convertí en el departament francès d'Alps Marítims, i el Ducat de Savoia, que fou dividit en dos departaments, Savoia i Alta Savoia. En el marc del procés d'unificació italiana, doncs, els Savoia es desprenien dels estats fundacionals de llur poder i dels territoris de què eren originaris.
En 1859-1860 Piemont-Sardenya s'annexà la major part de la península itàlica (incloent-hi Toscana, Nàpols i la majoria de províncies dels Estats Pontificis), així com l'illa de Sicília. En conseqüència, el 1861 Piemont-Sardenya canvià el nom oficial de Regne de Sardenya pel de Regne d'Itàlia.

## Composició
Els estats que han format part de manera duradora dels Estats de Savoia (així com algunes regions que també han format part durant un temps dels Estats:
- el ducat de Savoia, dividit en províncies :
  - la Savoia Ducal o Savoie Prope (Chambéry)
  - el Maurienne (Saint-Jean-de-Maurienne)
  - la Tarentaise (Moûtiers)
  - el Genevois (Annecy)
  - el Faucigny (Bonneville)
  - el Chablais (Thonon-les-Bains)
- el Piemont (Torí)
- la Vall d'Aosta (Aosta)
- el Comtat de Niça
- la vila d'Oneglia (avui part d'Imperia)
- Sardenya - pel tractat d'Utrecht els Savoia reberen la corona de Sicília, que posteriorment intercanviaren amb els Habsburg pel regne de Sardenya mitjançant el tractat de Londres de 2 d'agost de 1718. El 1720 els Savoia en prengueren possessió efectiva; a partir de llavors pogueren titular-se reis.

Províncies que havien format part dels Estats de Savoia durant els segles XIII-XVII (tres províncies que en formaren part des del segle xiii fins al tractat de Lió):
- la senyoria de Bresse
- la senyoria de Bugey
- el País de Gex

Regions que havien format part temporalment dels Estats de Savoia (altres n'havien format més breument)
- la vila de Ginebra
- la província de Carouge
- el País de Vaud (Lausana)
- el Baix Valais (Martigny)
- la Sicília
- le Franc-Lionés
- places "sota la protecció" (protectorat) del duc de Savoia rei de Sardenya, les viles lliures de Menton i Roquebrune de 1848 a 1861.

## Epopeia
La Savoysiade, epopeia en vers d'Honoré d'Urfé (1609).